# New American Gospel
New American Gospel è il secondo album pubblicato dal gruppo musicale Burn the Priest dopo il cambio di nome in Lamb of God, è anche il primo con Willie Adler alla chitarra. L'album è stato ristampato con l'aggiunta di 4 bonus track nel 2006 dalla Prosthetic Records.

## Tracce
1. Black Label - 4:52
2. A Warning - 2:24
3. In The Absence Of The Sacred - 4:37
4. Letter To The Unborn - 2:57
5. The Black Dahlia - 3:20
6. Terror And Hubris In The House Of Frank Pollard - 5:38
7. The Subtle Arts Of Murder And Persuasion - 4:10
8. Pariah - 4:25
9. Confessional - 4:02
10. O.D.H.G.A.B.F.E. - 5:14

Traccia bonus nell'edizione giapponese
1. Nippon – 3:53

Tracce bonus nella riedizione del 2006
1. Nippon – 3:53
2. New Willenium (The Black Dahlia Demo Version) – 3:06
3. Half-Lid (A Warning Demo Version) – 2:28
4. Flux (Pariah Demo Version) – 4:24

## Formazione
- Randy Blythe – voce
- Mark Morton – chitarra
- Willie Adler – chitarra
- John Campbell – basso
- Chris Adler – batteria

### Altri musicisti
- Steve Austin – voce in "Terror and Hubris in the House of Frank Pollard"